# Adolf Severin Jensen

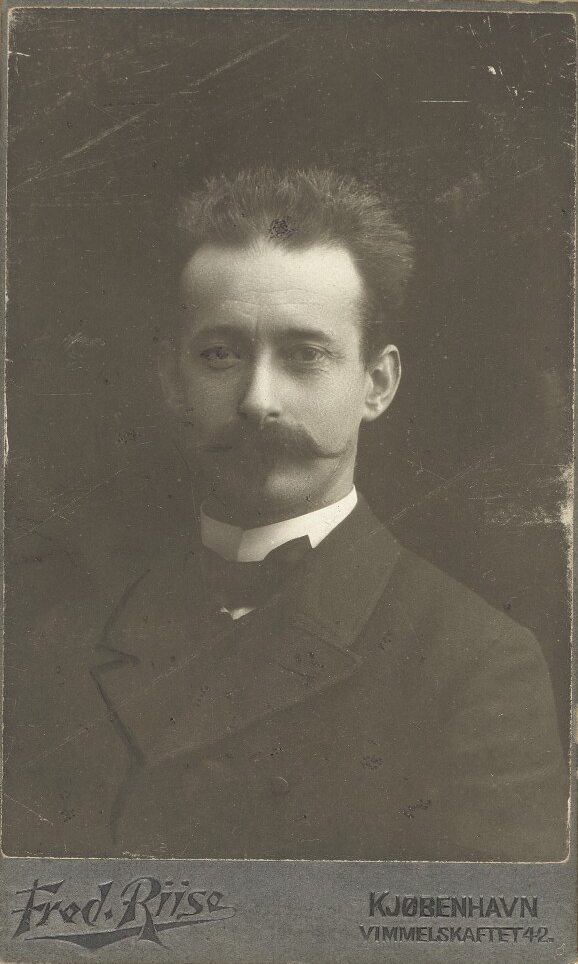
Adolf Severin Jensen (um 1900)

Adolf Severin Jensen (* 23. Mai 1866 in Slangerup; † 29. August 1953 in Kopenhagen) war ein dänischer Zoologe.

## Leben
Adolf Severin Jensen war der Sohn des Sattelmachermeisters Jens Madsen Jensen (1830–1883) und seiner Frau Andrea Jensen Schwartz (1844–1905). Adolf Severin Jensen wurde 1884 Student und schloss 1892 das Studium als cand. mag. in Naturgeschichte, Geografie und Zoologie ab. Er heiratete am 20. Juli 1889 in Hillerød die südschleswigsche Gesangspädagogin Marie Jacobine Henriette Augusta Bloch (1861–1924), Tochter des Leutnants und Kriegsrats Jørgen Theodor Bloch (1817–1892) und seiner Frau Cicilie Wilhelmine Eleonora Tamm (1826–1904). Aus der Ehe ging der Sohn Kai Adolf Jensen (1894–1971) hervor, der als Arzt vor allem für die Tuberkuloseforschung von Bedeutung war. Nach dem Studium wurde er am Zoologischen Museum Kopenhagen angestellt. In den ersten vier Jahren war er Assistent in der Wirbeltierabteilung und kam danach in die Meerestierabteilung, wo er 1915 Abteilungsleiter wurde. In seinen Anfangsjahren arbeitete er nebenher als Lehrer in Schulen, Seminaren und Abendkursen, um sich sein Gehalt aufzubessern. Von 1917 bis 1936 war er Professor für Zoologie, Leiter der Wirbeltierabteilung und Museumsratsvorsitzender. Nebenher arbeitete er als Zoologielehrer an der Staatlichen Lehrerhochschule. Nach dem Tod seiner ersten Ehefrau heiratete Adolf Severin Jensen am 18. Oktober 1925 in Frederiksberg in zweiter Ehe Johanne Cathrine Høyer (1886–1955), Tochter des Handelsgärtners Hector Frederik Jansen Estrup Høyer (1853–1933) und seiner Frau Dora Christine Hansen (1862–1927).
1902 nahm er an einer norwegischen fischereibiologischen Expedition teil und fuhr 1906 zusammen mit dem Geologen Poul Harder erstmals nach Grönland, um dort anhand von Muschelfossilien postglaziale Klimaänderungen nachzuweisen. Da zu diesem Zeitpunkt die Robbenbestände in Grönland, die die Nahrungsgrundlage der Bevölkerung bildeten, stark zurückgingen, erforschte Adolf Severin Jensen 1908/09 die gesamte Küste vom Kap Farvel bis nach Uummannaq. Er erkannte das Potential, das der Dorschfang in Grönland bot, und legte somit die Grundlage für die jahrzehntelange erfolgreiche grönländische Fischerei. Er galt als Experte für grönländische Fischerei und war auch in Dänemark als Ichthyologe tätig. 1912 veröffentlichte er die meeresbiologischen Forschungsergebnisse der Ingolf-Expedition. Er war zusammen mit Louis Bobé Ideengeber und einer der Herausgeber von Grønland i tohundredeaaret for Hans Egedes landing, das 1921 erschien und die umfassendste wissenschaftliche Beschreibung des Landes war. 1928 veröffentlichte er ein Übersichtswerk über die grönländische Fauna. Er publizierte noch bis ins hohe Alter biologische Arbeiten sowie Nekrologe und populärwissenschaftliche Artikel.
Von 1913 bis 1931 war er Redakteur der Zeitschrift der Dansk Naturhistorisk Forening, bei der er auch über 50 Vorträge hielt. Von 1917 bis 1934 war er deren Vorsitzender. Er war über zehn Jahre lang Redakteur der Jahresschrift von Det Grønlandske Selskab und wurde 1944 zu deren Ehrenmitglied ernannt. 1929 wurde er Mitglied des Naturfredningsrådets und der Videnskabernes Selskab. 1918 erhielt er den Ehrendoktortitel der Universität Lund. 1911 wurde er zum Ritter des Dannebrogordens ernannt. 1926 wurde er Dannebrogsmand und 1933 wurde er Komtur.